# Beyla
Beyla – ølbrygningens gudinde og biernes gudinde i nordisk mytologi. Hun skaffede honningen til mjød, som Byggvir bryggede.
Gift med Byggvir, byggens gud.
Kendes kun fra Lokes skænderi.
| Nordisk mytologi | Spire Denne artikel om nordisk religion og mytologi er en spire som bør udbygges. Du er velkommen til at hjælpe Wikipedia ved at udvide den. |